# La Encarnación (Asunción)

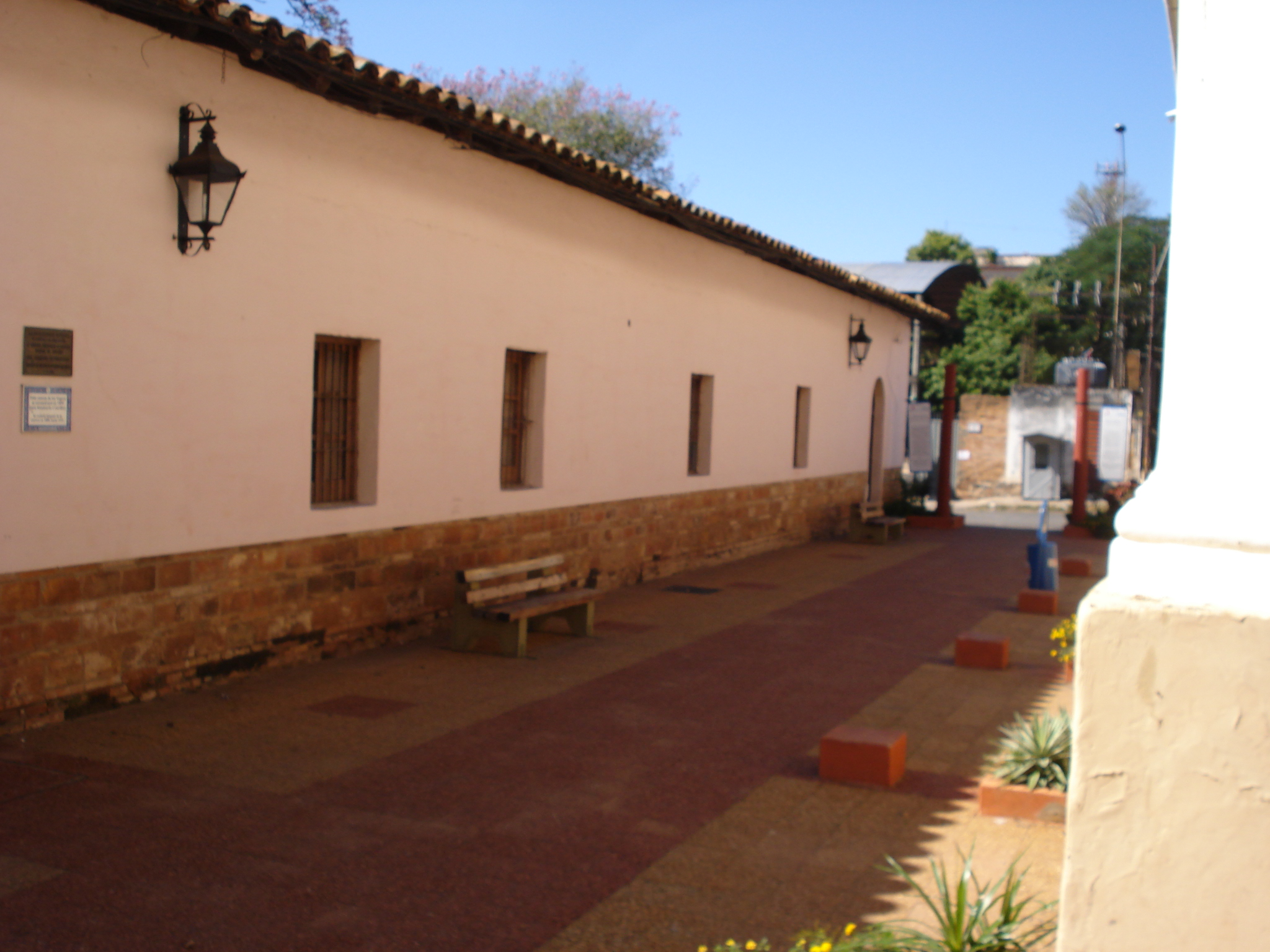
Pasaje Comuneros, de la Casa de la Independencia

La Encarnación es un barrio de Asunción, la capital de Paraguay. Se encuentra cerca del río Paraguay y en un área céntrica de Asunción, razón para explicar la abundancia de edificaciones tradicionales y coloniales. Cuenta con 4.928 habitantes.[cita requerida]
Algunos importantes sitios del barrio son el Ministerio de Educación, el Ministerio de Finanzas, el hotel "cinco estrellas" "Excelsior", el centro comercial homónimo, el colegio privado italiano "Dante Alighieri", la Iglesia de la Encarnación, el centro comercial "Asunción Supercentro", el canal estatal "Paraguay TV" y la famosa panadería "La Negrita".

## Toponimia
"La Encarnación" tiene un significado cristiano de Encarnación (cuando Jesús es milagrosamente concebido en la Virgen María).